# Лаета
Лаета је била друга Грацијанова супруга и царица Западног римског царства.

## Породица
Једина Лаетина сродница коју је помињао Зосим била је њена мајка Писамена.

## Царица
Цар Грацијан је први пут био ожењен Флавијом Максимом Констанцијом, која је умрла са само двадесет и једном годином. Хроникон Пасхале датира долазак Констанцијиних остатака у Цариград на 31. август 383. године. Мора да је умрла раније исте године, али тачан датум и узрок њене смрти нису познати. Пошто је цар Грацијан и сам убијен 25. августа 383.  Претпоставља се да се Лаета удала за њега у кратком периоду између Констанцијеве смрти и његове смрти. 
У свом извештају о првој опсади Рима од стране краља Алариха I, краља Визигота (из 408. године), Зосим помиње да се град суочио са глађу . Зосим бележи да су „Лаета, жена покојног цара Грацијана, и њена мајка Писамена, неко време снабдевале велики број храном. Јер пошто им је из ризнице било дозвољено да намирнице царске трпезе, великодушношћу Теодосија, који је тада дао ту привилегију, многи су примили благодат ове две даме и добили од њихове куће оно што их је сачувало од глади." 
Ово је једино помињање Лаете у примарним изворима.